# Robbie Dupree

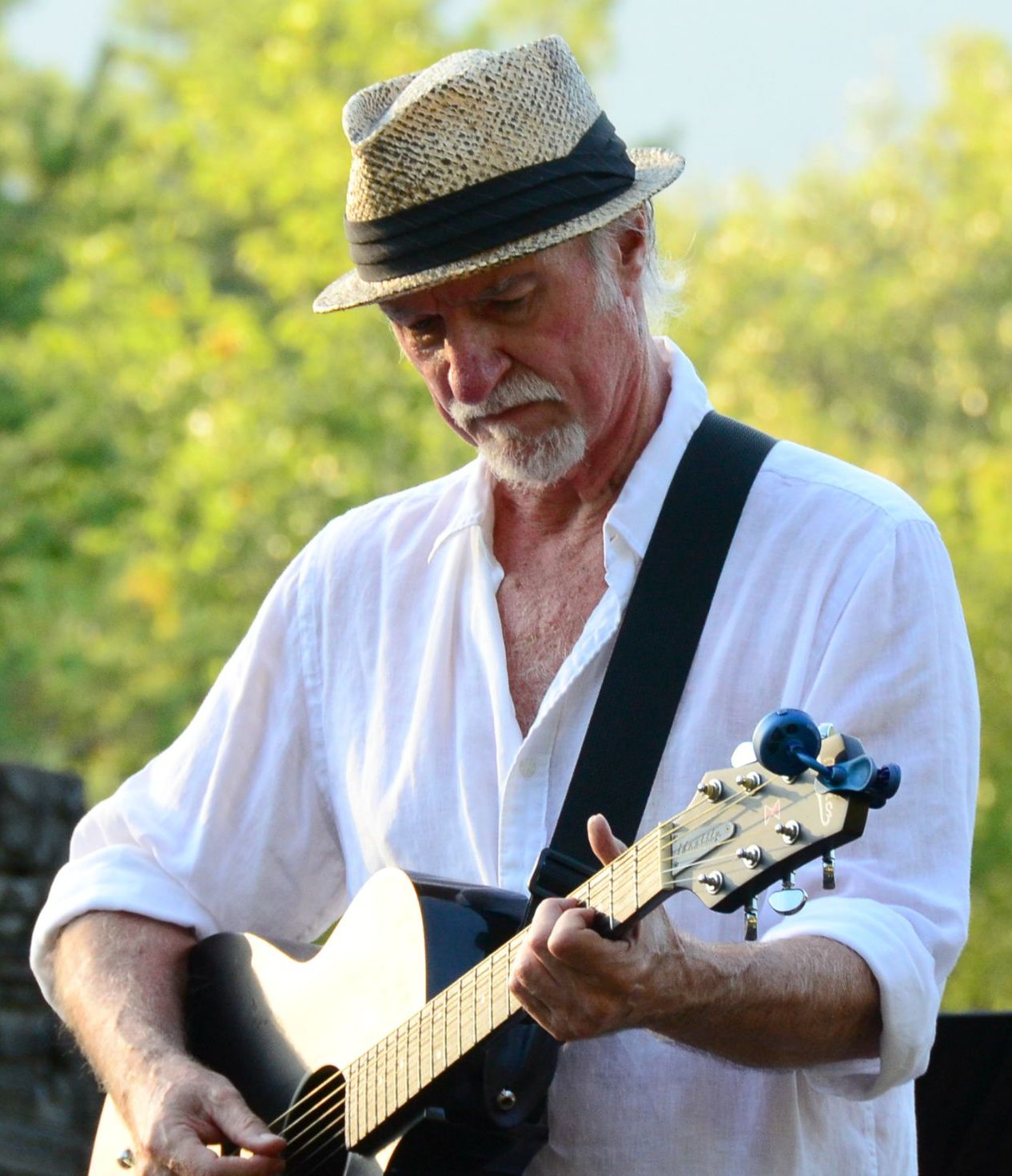
Robbie Dupree

Robbie Dupree (* 23. Dezember 1946 in Brooklyn, New York City, New York als Robert Dupuis) ist ein US-amerikanischer Pop-Sänger und -Songwriter, dem 1980 mit den beiden Hits Steal Away und Hot Rod Hearts der Durchbruch gelang.

## Karriere

### 1980er Jahre
Sein Debütalbum Robbie Dupree, das dem Yacht Rock zugeordnet wird, war erfolgreich, sodass er im Jahr darauf (1981) für den Grammy als Best New Artist nominiert wurde. Sein noch im selben Jahr veröffentlichtes Nachfolgealbum Street Corner Heroes mit dem kleinen Hit Brooklyn Girls konnte den Anfangserfolg nicht wiederholen und Dupree nahm erst 1989 mit Carried Away ein drittes Album auf, das allerdings keinen nennenswerten Erfolg hatte. Darüber hinaus sang er 1981 das Duett Work on It auf Lauren Woods zweitem Album Cat Trick und war auf Alben von Bill LaBounty, Rick Cua oder den Fugs zu hören.

### Comeback in den 2000ern und Gegenwart
Dupree nahm weitere Alben auf und ist insbesondere seit dem Comeback des Yacht Rocks ab 2005 als Live-Künstler gut im Geschäft. Im Jahr 2010 veröffentlichte er das Album Time and Tide unter anderem mit dem ehemaligen E-Street-Band-Keyboarder David Sancious. Große Aufmerksamkeit erhielt Dupree am 21. Mai 2010, als er als Gast in der Talkshow Late Night with Jimmy Fallon auftrat, als Teil von Fallons anhaltendem Tribut an Yacht Rock.
2018 erschien mit Ordinary Day eine neue Single. Gefolgt von Audio Graffiti ein Jahr später. Ungefähr zur gleichen Zeit wurden auch seine ersten beiden Alben Robbie Dupree und Street Corner Heroes wiederveröffentlicht.

## Diskografie

### Alben
| Jahr | Titel                | Höchstplatzierung, Gesamtwochen, AuszeichnungChartsChartplatzierungen (Jahr, Titel, Platzierungen, Wochen, Auszeichnungen, Anmerkungen) | Anmerkungen |
| Jahr | Titel                | US | Anmerkungen |
| ---- | -------------------- | --- | ----------- |
| 1980 | Robbie Dupree        | US51 (24 Wo.)US |             |
| 1981 | Street Corner Heroes | US169 (5 Wo.)US |             |

Weitere Alben
- 1989: Carried Away
- 1993: Walking on Water
- 1995: Smoke and Mirrors
- 1997: Vintage Volume 1 (Compilation)
- 1998: Live All Night Long
- 2001: Vintage Volume 2 (Compilation)
- 2003: Robbie Dupree with David Sancious
- 2010: Time and Tide
- 2012: Arc of a Romance (EP)
- 2015: Anthology: Live 1998–2014 (als Robbie Dupree & Friends)

### Singles
| Jahr | Titel Album                        | Höchstplatzierung, Gesamtwochen, AuszeichnungChartsChartplatzierungen (Jahr, Titel, Album, Platzierungen, Wochen, Auszeichnungen, Anmerkungen) | Anmerkungen |
| Jahr | Titel Album                        | US | Anmerkungen |
| ---- | ---------------------------------- | --- | ----------- |
| 1980 | Steal Away Robbie Dupree           | US6 (23 Wo.)US |             |
| 1980 | Hot Rod Hearts Robbie Dupree       | US15 (18 Wo.)US |             |
| 1981 | Street Corner Heroes Robbie Dupree | US54 (7 Wo.)US |             |